# Мренешти (Валча)
Мренешти (рум. Mrenești) насеље је у Румунији у округу Валча у општини Крецени. Oпштина се налази на надморској висини од 203 m.

## Становништво
Према подацима из 2002. године у насељу је живело 695 становника, од којих су сви румунске националности.